# Músculos infrahioideos
Los músculos infrahioideos se encuentran por debajo del hueso hioides. Estos músculos fijan el hueso hioides y descienden el hioides y la laringe durante la deglución y el habla. También contribuyen a la flexión de la cabeza.
Están situados en 2 planos: uno profundo (esternotiroideo y tirohioideo) y otro superficial (esternohioideo y omohioideo).
Este grupo muscular que contribuye al descenso mandibular durante la apertura de la boca, fijando el hueso hioides para la acción del grupo muscular suprahioideo, consta de los siguientes músculos:
- Músculo omohioideo.
- Músculo esternohioideo.
- Músculo esternotiroideo.
- Músculo tirohioideo.